# Isthmotricladia britannica
Isthmotricladia britannica är en svampart som beskrevs av Descals 1982. Isthmotricladia britannica ingår i släktet Isthmotricladia, divisionen sporsäcksvampar och riket svampar.   Inga underarter finns listade i Catalogue of Life.